# KHPR
Koordinaten: 21° 20′ 1″ N, 157° 48′ 53″ W
KHPR ist die Flaggschiff-Radiostation des Hawaii Public Radio (HPR) in Honolulu, Hawaii. Die Station ging als erste Station des heute sechs Sender umfassenden HPR 1981 auf Sendung. Die ersten Studios befanden sich auf dem Campus der University of Hawaiʻi at Mānoa. Gesendet wird das „HPR's Classical music and news and talk service“.
KHPR sendet auf UKW 88,1 MHz mit 39 kW.